# Лже-Олаф
Лже-Олаф (дат. Den falske Oluf; умер в 1402, Лунд, Королевство Дания) — самозванец, который в 1402 году попытался выдать себя за короля Дании и Норвегии Олафа Хаконссона, умершего в 1387 году. Был сожжён на костре по приговору датского суда. Его история показана в художественном фильме «Маргарита — королева Севера» (2021).

## Биография
Олаф Хаконссон, сын короля Норвегии Хакона Магнуссона и Маргрете Датской (дочери короля Дании Вальдемара IV Аттердага), родился в 1370 году. В возрасте шести лет он стал королём Дании, в возрасте 10 лет, после смерти отца, — королём Норвегии, а с 1385 года претендовал на шведский престол. В 1387 году Олаф скоропостижно умер. Его мать была провозглашена «госпожой и хозяйкой страны» сначала в Дании и Норвегии (1387), а потом и в Швеции (1389). До самой смерти в 1412 году она правила всеми тремя королевствами от лица своего внучатого племянника Эрика Померанского. При этом ходили слухи (в первую очередь в Норвегии) о том, что Маргрете отравила собственного сына ради власти, что Олаф смог бежать и где-то прячется.
В 1402 году группа датских купцов, проезжавшая через Грауденц во владениях Тевтонского ордена, обратила внимание на мужчину, очень похожего внешне на Олафа Хаконссона. По словам одного из прусских хронистов, купцы нашли человека, бывшего когда-то при датском дворе; увидев «человека из Грауденца», он закричал: «Мой господин король!». Предполагаемого Олафа привезли в Данциг, там городские власти приветствовали его как законного короля Дании и Норвегии, подарили ему богатую одежду, изготовили для него печать. Он направил королеве Маргрете письмо, в котором обратился к ней как к матери и потребовал восстановления в правах. Та ответила, что с радостью примет сына, если он докажет свою личность.
В том же году «человек из Грауденца» в сопровождении великого магистра Тевтонского ордена прибыл в Кальмар для встречи с королевой. Сразу выяснилось, что это самозванец: он не знал ни слова по-датски, а на допросе признался, что родился и вырос в семье прусских крестьян Адольфа и Маргариты из Эрлау. Лже-Олафа доставили в Лунд и там приговорили к сожжению на костре. Письма, которые он писал королеве, повесили ему на шею. Датский королевский совет составил и опубликовал подробный отчёт о смерти настоящего Олафа в 1387 году, чтобы покончить со слухами.

## В культуре
Лже-Олаф («человек из Грауденца») стал одним из персонажей художественного фильма «Маргарита — королева Севера» (2021). Его сыграл Якоб Офтебро.